# GR 36 (Trans-espadà)
El GR 36 és un Sender de gran recorregut, anomenat Trans-espadà que parteix de Nules fins a Montanejos. Com a sender de gran recorregut està abalisat amb senyals roigs i blancs. Travessa la Serra d'Espadà.

## Recorregut
Nules – La Vilavella – Eslida – Aín – Veo – Alcúdia de Veo – Villamalur – Torralba – Montanejos